# Al Akhdoud Club Stadium
Al Akhdoud Club Stadium – wielofunkcyjny stadion w mieście Nadżran, w Arabii Saudyjskiej. Został otwarty w 1976 roku. Obiekt może pomieścić 3200 widzów. Swoje spotkania rozgrywają na nim piłkarze klubu Najran SC.